# 聖愛初中·高中前站
聖愛初中·高中前站（日语：／ Seiai Chuko Mae eki */?）是位於青森縣弘前市大字中野3番5號之1，弘南鐵道的大鰐線車站。車站編號為KW 04。
車站名稱取自車站鄰近弘前學院聖愛中學高等學校。在弘前學院的請願下，於2008年9月1日由城南站（日语：／）改為現時的名字。
在2020年及2021年弘南鐵道藉增設車站編號之際，把大鰐線和弘南線內大部份帶有學校名稱的車站的中、英文站名作出修正，其中英文站名由振假名拼音「Chuko Mae」改為採用英文字「Junior High School & High School」、中文名則採用了「初中·高中」來替代「中高」，不過，由於英文全名過長，月台上的車站站牌、路線圖和收費表也無法容納，因此又以「Seiai J.H.S. & H.S.」為折衷方式。

## 車站構造
此站是地面車站，設有1面1線的單式月台。在月台上設有售票處，曾經設有車站職員前往此站售票。在2009年4月起成為無人車站。

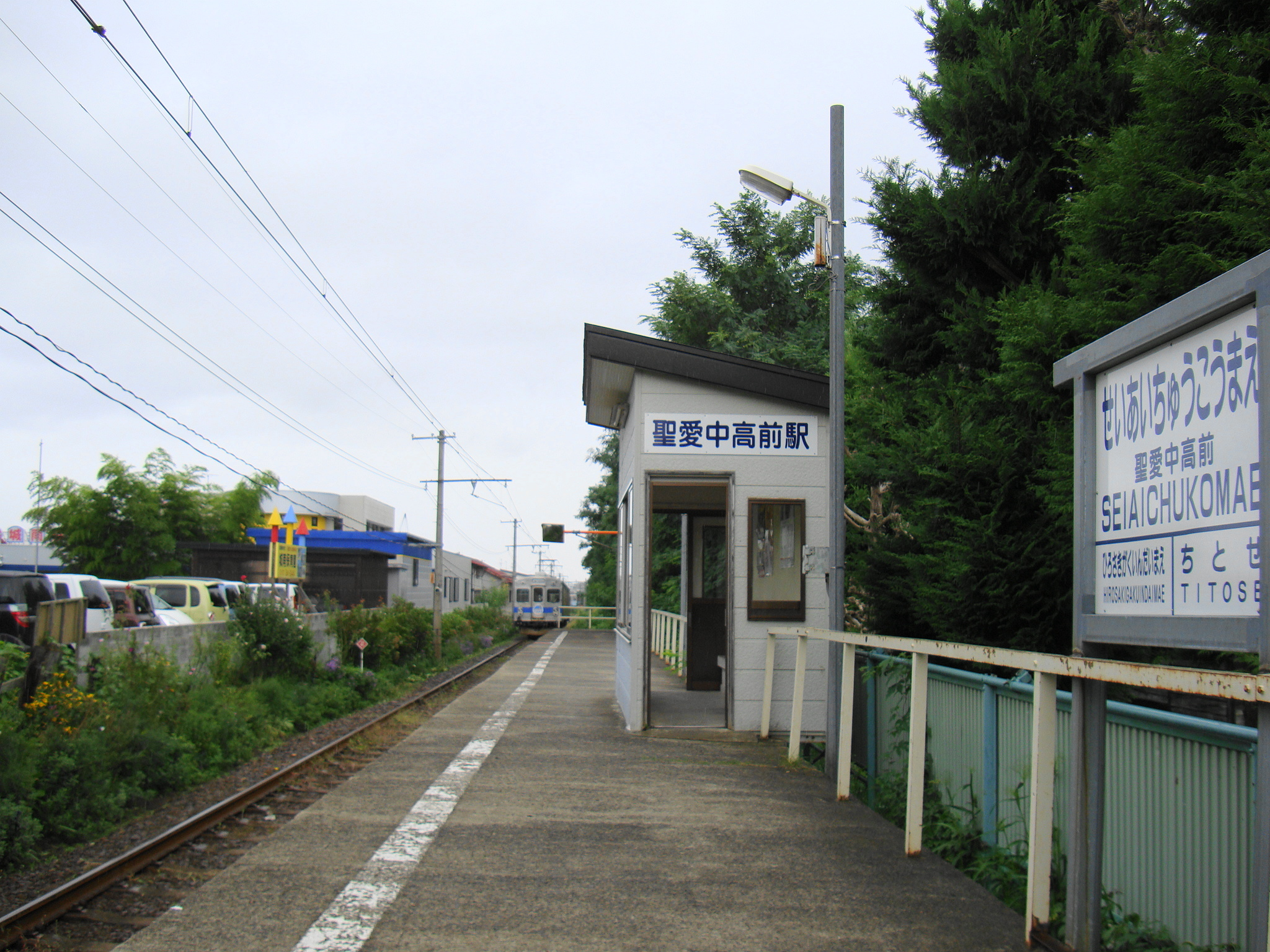
2010年9月的月台，車站站牌上的英文站名仍然採用振假名拼音標示。

## 歷史
- 1973年12月1日：城南站啟用。
- 2006年4月1日：改為部分時段站員駐守站，其餘時間為無人站。
- 2008年9月1日：車站改名為聖愛中高前站。
- 2009年4月1日：改成為整日無人車站。
- 2020年10月10日：加入車站編號[1][2][3]。

## 使用狀況
| 1日上落車人次 | 1日上落車人次 |
| 年度          | 1日平均人次   |
| ------------- | ------------- |
| 2011年        | 216           |
| 2012年        | 233           |
| 2013年        | 231           |
| 2014年        | 194           |
| 2015年        | 176           |
| 2016年        | 178           |
| 2017年        | 194           |
| 2018年        | 97            |
| 2019年        | 101           |
| 2020年        | 169           |
| 2021年        | 143           |
| 2022年        | 63            |

## 車站周邊
- 青森縣立弘前實業高等學校（日语：青森県立弘前実業高等学校）
- 学校法人弘前學院（日语：弘前学院大学）聖愛中學·聖愛高等學校（日语：弘前学院聖愛中学高等学校）
- 城南保育園
- 弘前城南郵局
- 弘前松原郵局
- Universe松原店
- Benny Mart（日语：紅屋商事）松原店（超級市場）
- 老人保健設施護理中心弘前
- 弘南巴士（日语：弘南バス）「實業高校前」巴士站

## 相鄰車站
弘南鐵道
大鰐線
千年（KW 05）－聖愛初中·高中前（KW 04）－弘前學院大學前（KW 03）

## 外部連結
- 聖愛初中·高中前站（日語） （各站資訊） - 弘南鐵道